# Dyonélio Machado
Dyonélio Tubino Machado (Quaraí, 21 de agosto de 1895 – Porto Alegre, 19 de junho de 1985) foi um escritor, romancista, contista, ensaísta, poeta, jornalista, psiquiatra e comunista brasileiro, tendo sido um dos principais expoentes da segunda geração do Modernismo no Brasil.

## Biografia
Dyonélio era filho de Sylvio Rodrigues Machado e de Elvira Tubino Machado. Ainda criança, seu pai foi assassinado, acontecimento que lhe marcaria para sempre a existência. Com apenas oito anos, vendia bilhetes de loteria para ajudar no sustento da família pobre – a mãe e o seu irmão Severino.
A pobreza familiar não o impediu, contudo, de continuar estudando. Dyonélio dava aulas para os meninos das classes mais atrasadas e, em troca, ele e seu irmão podiam estudar sem pagar a matrícula da escola. Aos doze anos, trabalhava como servente no semanário O Quaraí, onde começou a se entrosar com a intelectualidade local. Veio daí, provavelmente, o gosto pelo jornalismo, que o acompanharia pelo resto da vida. Lá mesmo, em Quaraí, fundou, por volta de 1911, o jornal O Martelo, nome sugestivo e que já demonstrava o seu interesse pelo comunismo.

## O médico
De 1924 a 1929 dedicou-se ao estudo da Medicina em Porto Alegre. Fez especialização em psiquiatria no Rio de Janeiro, junto com Antônio Austregésilo. Foi um dos principais responsáveis pela divulgação da psicanálise no Rio Grande do Sul. A medicina foi sua atividade mais constante ao longo da vida e, mais que isso, foi o seu ganha-pão, além de uma paixão que muitas vezes se infiltrava em sua literatura.
Em 1934 traduziu a obra Elementos de Psicanálise de Edoardo Weiss, leitura obrigatória na introdução à psicanálise. Nessa época, já aplicava seus conhecimentos psicanalíticos para o tratamento de doentes psiquiátricos.

## O escritor e jornalista
Com o interesse crescente pelo jornalismo e pela literatura, começou a frequentar o círculo de Porto Alegre conhecido como "a turma da Praça da Harmonia", dos quais faziam parte o também médico Celestino Prunes, Eduardo Guimarães, Alceu Wamosy e Almir Alves.
Iniciou sua obra ficcional com os contos de Um Pobre Homem (1927). Entre suas obras estão Os Ratos (1935), aclamado como sua obra-prima, O louco do Cati (1942), Deuses econômicos (1966), Endiabrados (1980), Fada (1982), Ele vem do fundão (1982) e O estadista. Sua obra foi apenas reconhecida tardiamente, tendo recebido destaque nos meios acadêmicos apenas a partir da década de 1990, assim mesmo de maneira muito superficial diante da qualidade de seus textos. O psicológico está bastante arraigado em sua obra, como deixam transparecer O louco do Cati e Os ratos.
A história de sua resistência intelectual é contada em O cheiro de coisa viva, volume publicado postumamente pela Graphia Editorial, que reúne entrevistas, reflexões dispersas e O estadista, romance inédito até então.
Dyonélio foi ainda um dos fundadores da pioneira Associação Rio-grandense de Imprensa (ARI) e, mais tarde, colaborador dos jornais Correio do Povo e Diário de Notícias, da capital gaúcha. Em 1946, com Décio Freitas, fundou o jornal Tribuna Gaúcha, porta-voz do Partido Comunista Brasileiro.

## O militante comunista
A militância politica tornou-se uma extensão de suas atividades como médico e escritor. Membro dedicado do Partido Comunista Brasileiro, foi eleito, em assembleia de fundação no Teatro São Pedro, em Porto Alegre, presidente da seção regional da Aliança Nacional Libertadora (ANL). Já em 1935 foi acusado de atentar contra a ordem política e social ao trabalhar para a realização de uma greve de gráficos. Solto mediante sursis, voltou a ser preso no mesmo ano, por ocasião dos Levantes de 1935. As posições ideológicas de Dyonélio Machado custaram-lhe dois anos de sua vida, passados em prisões políticas. Entretanto, não muda suas convicções, elegendo-se deputado estadual nas eleições de 1946, pelo PCB (ainda legalizado). Tornou-se líder desta bancada na Assembleia Legislativa do Rio Grande do Sul, que contava com Antonio Ribas Pinheiro Machado Neto e Otto Ohlweiler.